# NGC 5560
NGC 5560 је спирална галаксија у сазвежђу Девица која се налази на NGC листи објеката дубоког неба.
Деклинација објекта је + 3° 59' 34" а ректасцензија 14h 20m 4,4s. Привидна величина (магнитуда) објекта NGC 5560 износи 12,4 а фотографска магнитуда 13,2. NGC 5560 је још познат и под ознакама UGC 9172, MCG 1-37-1, CGCG 47-10, ARP 286, IRAS 14175+0413, PGC 51223.